# Waukesha
Waukesha är huvudsäte i Waukesha County i delstaten Wisconsin, USA. Vid folkräkningen år 2010 bodde 70 718 personer på orten. 
Staden har en årlig julparad som 2021 avbröts av att en man körde sin stadsjeep in i paraden. Attentatet dödade sex människor och skadade ytterligare 62. Gärningsmannen Darrell Brooks dömdes i oktober 2022 vara skyldig på alla 76 åtalspunkter.